# Мачадо, Криштиан
Кристиан Мачадо (порт. Cristian Machado; 24 июля 1974; Рио-де-Жанейро, Бразилия) — бывший вокалист группы Ill Niño, продюсер, владелец студии Soundwar Studios. В 1998 году начал играть в Ill Niño на бас-гитаре, в 2000 году стал вокалистом. Кристиан принимал участие в проекте Roadrunner United, был гостевым вокалистом на альбомах таких групп как, Soulfly, Sepultura, 40 Below Summer.
В начале 2019 года покинул группу Ill Niño. В 2020 году выпустил сольный альбом. В 2021 году вместе с бывшими музыкантами Ill Niño основал группу Lions at the Gate.

## Дискография
Ill Niño
- Revolution Revolución (2001)
- Confession (2003)
- One Nation Underground (2005)
- Enigma (2008)
- Dead New World (2010)
- Epidemia (2012)
- Till Death, La Familia (2014)

Соло
- Hollywood Y Sycamore (2020)

Lions at the Gate
- The Excuses We Cannot Make (2023)

Гостевое участие
| Год  | Исполнитель       | Альбом                                 | Песня                           | Примечание                |
| ---- | ----------------- | -------------------------------------- | ------------------------------- | ------------------------- |
| 2001 | Sepultura         | Nation                                 | «Annihilation» (кавер Crucifix) | бонус-трек                |
| 2002 | Soulfly           | 3                                      | «One»                           |                           |
| 2003 | 40 Below Summer   | The Mourning After                     | «F.E.»                          |                           |
| 2005 | Roadrunner United | The All-Star Sessions                  | «No Mas Control»                | проект Roadrunner Records |
| 2014 | Ektomorf          | Retribution                            | «Numb And Sick»                 |                           |
| 2017 | Dopesick          | The Love and Terror Cult (мини-альбом) | Release Me                      |                           |
| 2020 | Pigweed           | —                                      | Mi Salvacion                    |                           |

Звукозапись
| Год  | Исполнитель         | Альбом               | Примечание             |
| ---- | ------------------- | -------------------- | ---------------------- |
| 2012 | Serosia             | Variables            | продюсер, звукоинженер |
| 2013 | Through the Flood   | Save Yourself        | продюсер, звукоинженер |
| 2016 | Voodoo Terror Tribe | The Sun Shining Cold | продюсер               |
| 2018 | Monuments           | Phronesis            | сопродюсер             |